# Angelė Rupšienė
Angelė Rupšienė  (nacida el 27 de junio de 1952 en Vilnius, Unión Soviética) es una exjugadora de baloncesto lituana. Consiguió 7 medallas en competiciones oficiales con la URSS.